# Wildalpen
Wildalpen est une commune autrichienne du district de Liezen en Styrie.

## Géographie
Le musée de l'eau explique comment, depuis 1910, plus de 200 000 m3 d'eau potable sont acheminés chaque jour jusqu'à la capitale.

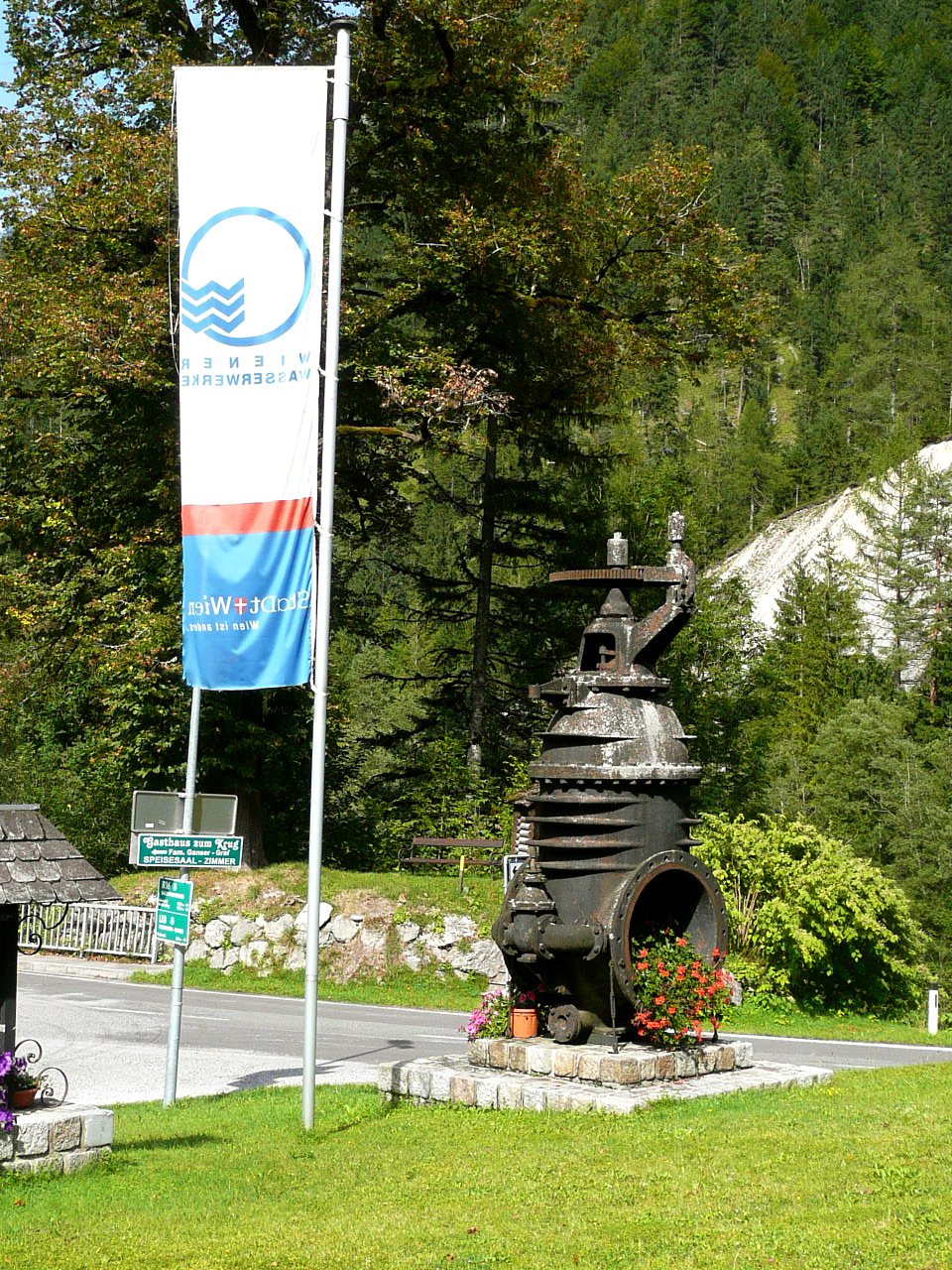
Le Musée de l'eau - Wiener Wasserwerke